# Bois-Héroult
Bois-Héroult is een gemeente in het Franse departement Seine-Maritime (regio Normandië) en telt 158 inwoners (2005). De plaats maakt deel uit van het arrondissement Rouen.

## Geografie
De oppervlakte van Bois-Héroult bedraagt 6,5 km², de bevolkingsdichtheid is 24,3 inwoners per km².
De onderstaande kaart toont de ligging van Bois-Héroult met de belangrijkste infrastructuur en aangrenzende gemeenten.

## Demografie
Onderstaande figuur toont het verloop van het inwonertal (bron: INSEE-tellingen).